# Szendrey Ignác
Szécsényi és szecsei Szendrey Ignác (Aszaló, 1800. november 9. – Budapest, 1895. szeptember 26.) magyar gazdatiszt, a Károlyi grófok uradalmi főfelügyelője, Szendrey Júlia édesapja, Petőfi Sándor apósa.

## Élete

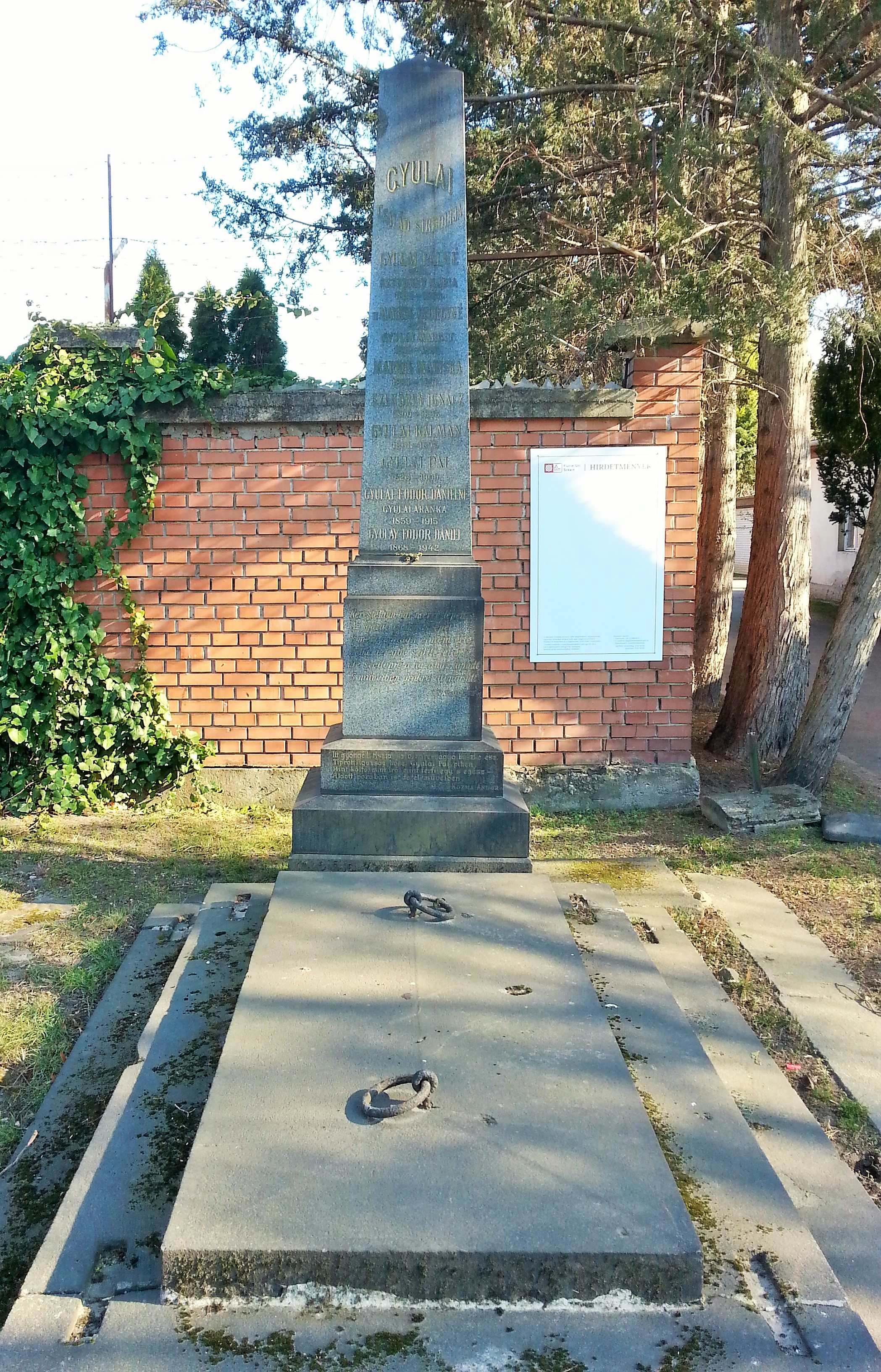
Szendrey Ignác nyughelye

Dunántúli szegény köznemesi családból származott. Szendrey József és Mohátsy Mária elsőszülőtt gyermekeként jött napvilágra 1800. november 9-én. (A néhol előforduló szeptember 16. dátum téves.) Az egyházi anyakönyv szerint november 16-án keresztelték meg római katolikus hitben. 8 fiatalabb testvére született. Szülei korán elhunytak, ezért árvaházba került. Majd belépett a premontrei rendbe, de gyenge testalkata miatt pappá szentelését megelőzően kilépett.
Középiskolai tanulmányokat végzett, később mezőgazdaságtant tanult a keszthelyi Georgikon főiskolában. Tanulmányai után is Keszthelyen maradt, és a Festetics-családnál munkát. 1838-tól a mágocsi Károlyi-uradalomba, 1840-től az erdődi Károlyi-uradalomban dolgozott. Az 1848–49-es forradalom és szabadságharc idején családjával Debrecenbe menekült, Nem vett részt a harcokban, viszont befogadott menekült szabadságharcosokat a házába.
1849 elején visszament Erdődre. Felesége és fia halála után ismét Mágócson dolgozott, de ő intézte a derekegyházi uradalommal kapcsolatos gazdasági feladatokat is. 1853-ban nyugdíjaztatta magát, és Pestre költözött. Haláláig itt élt, bár az 1860-as évektől az első tavaszi hajóval kiment és az utolsó őszivel jött vissza Leányfalui nyaralójától. Megjegyzendő, hogy felügyelői korában több, mint harminc gazdatisztnek és ezernyi jobbágynak volt teljhatalmú ura a Károlyi uradalmakban. Megbecsülését mutatja, hogy jóval nyugdíjba menése után a Károlyi Lajos végrendeletében kikötötte: birtokain fia és örököse, Károlyi Alajos semmi újítást ne tegyen, tanácsért viszont Szendreyhez forduljon.
Élete második felében kisebb-nagyobb látogatásokat tett Mágocson, Erdődön, Parádon, Kondoroson, Debrecenben és Karlsbadi fürdőknél. 76 évig tartó barátságot ápolt Brassai Sámuellel, de ismerte Vámbéry Ármint, és Görgei Artúrt is.
1868-ban megélte Júlia leányának a halálát, majd 1870-ben unokája Petőfi Zoltán eltemetését is. Feleségét 46, leányát 27 évvel élte túl. Túlélte 1 évvel (1894) leánya második férjét is, Horvát Árpádot is.

## Halála
Aggastyánként, 95. életévében hunyt el 1895. szeptember 26-án reggel 8 órakor.
A Budapesti Hírlap így ír róla:
„Az utolsó héten nyugtalanság lepte meg. Bekivánkozott Budapestre. Hozzátartozói a szép őszi napokra való tekintettel künn akarták marasztani, de az öreg makacskodott. Kedden a reggeli hajóval bejött. Tegnap még egész vidáman társalgott övéivel. Ma reggel is a szokott időben kelt fel, de öltözködés közben a cselédnek panaszolta, hogy nagyon gyengének érezi magát. — Pedig nem vagyok még olyan öreg, — mondá zsörtölődve. Ezek voltak utolsó szavai. Néhány percre rá visszahanyatlott a székre ; a szomszédból orvost hívtak, ki már csak haldoklót talált. A halál közvetetten oka végelgyengülés volt. Néhány perc múlva hosszan lehulló hófehér szakállal környékezett arca viaszsárga.”
Érdekesség, hogy halála előtt, 1895. szeptember 8-án még cikket írt róla az Uj Idők folyóirat, és ebben a jó egészségnek örvendő Szendrey arcképét is közölte.
1895. szeptember 29-én temették el a Fiumei úti sírkertben (bal oldali falsírboltok 558.) Szendrey Mária (és később Gyulai Pál) sírjába, nem a Petőfi sírboltban nyugszik. A szertartást Kanovich Béla Mór józsefvárosi apát-plébános celebrálta. Temetésén részt vett többek között Hegedűs István, Hampel Sándor, Ábrányi Emil, Vadnai Károly, Görgey István, Jakab Ödön, Szily Kálmán, Arany László, Lévay József, Degré Alajos, Szász Károly, Borszéki Soma, Hellebrandt Árpád, Beöthy Zsolt, Radó Antal, Barát Ferenc, Csiky Kálmán, Hampelné Pulszky Polixéna és Wlassics Gyula kultuszminiszter felesége.

## Gyermekei
Szendrey Ignác felesége Gálovits Anna (?, 1805 körül – Erdőd, 1849. március 11.) volt. Három gyermek született a házasságból:
- Szendrey Júlia (Keszthely, 1828. december 29. – Pest, 1868. szeptember 6.), 1. férje Petőfi Sándor (Kiskőrös, 1823. január 1. – Fehéregyháza környékén, 1849. július 31.) költő, 2. férje Horvát Árpád (Pest, 1820. február 23. – Budapest, 1894. október 26.)
- Szendrey Gyula (? – 1850. március 1.)[17]
- Szendrey Mária (Szénás, 1838. október 23. – Pest, 1866. szeptember 10.),[18] férje Gyulai Pál (Kolozsvár, 1826. január 25. – Budapest, 1909. november 9.) költő, irodalomtörténész.

## A Petőfi–Horvát–Gyulai családok kapcsolata
| Petrovics István (1791–1849) | Petrovics István (1791–1849) | Petrovics István (1791–1849) | Petrovics István (1791–1849) | Petrovics István (1791–1849) | Petrovics István (1791–1849) |  |  | Hrúz Mária (1791–1849)    | Hrúz Mária (1791–1849)    | Hrúz Mária (1791–1849)    | Hrúz Mária (1791–1849)    | Hrúz Mária (1791–1849)    | Hrúz Mária (1791–1849)    |                           |                           |                            |                            |                            |                            | Horvát István (1784–1846)  | Horvát István (1784–1846)  | Horvát István (1784–1846) | Horvát István (1784–1846) | Horvát István (1784–1846)    | Horvát István (1784–1846)    |                              |                              | Szepessy Karolina             | Szepessy Karolina             | Szepessy Karolina             | Szepessy Karolina             | Szepessy Karolina             | Szepessy Karolina             |                           |                           | Szendrey Ignác (1800–1895) | Szendrey Ignác (1800–1895) | Szendrey Ignác (1800–1895) | Szendrey Ignác (1800–1895) | Szendrey Ignác (1800–1895) | Szendrey Ignác (1800–1895) |                           |                           | Gálovics Anna (1805–1849)  | Gálovics Anna (1805–1849)  | Gálovics Anna (1805–1849)  | Gálovics Anna (1805–1849)  | Gálovics Anna (1805–1849)  | Gálovics Anna (1805–1849)  |                           |                           |                           |                           |                        |                        |                        |                        |  |  |  |  |  |  |  |  |  |  |  |  |  |  |  |  |  |  |  |  |  |  |  |  |  |  |  |  |
| Petrovics István (1791–1849) | Petrovics István (1791–1849) | Petrovics István (1791–1849) | Petrovics István (1791–1849) | Petrovics István (1791–1849) | Petrovics István (1791–1849) |  |  | Hrúz Mária (1791–1849)    | Hrúz Mária (1791–1849)    | Hrúz Mária (1791–1849)    | Hrúz Mária (1791–1849)    | Hrúz Mária (1791–1849)    | Hrúz Mária (1791–1849)    |                           |                           |                            |                            |                            |                            | Horvát István (1784–1846)  | Horvát István (1784–1846)  | Horvát István (1784–1846) | Horvát István (1784–1846) | Horvát István (1784–1846)    | Horvát István (1784–1846)    |                              |                              | Szepessy Karolina             | Szepessy Karolina             | Szepessy Karolina             | Szepessy Karolina             | Szepessy Karolina             | Szepessy Karolina             |                           |                           | Szendrey Ignác (1800–1895) | Szendrey Ignác (1800–1895) | Szendrey Ignác (1800–1895) | Szendrey Ignác (1800–1895) | Szendrey Ignác (1800–1895) | Szendrey Ignác (1800–1895) |                           |                           | Gálovics Anna (1805–1849)  | Gálovics Anna (1805–1849)  | Gálovics Anna (1805–1849)  | Gálovics Anna (1805–1849)  | Gálovics Anna (1805–1849)  | Gálovics Anna (1805–1849)  |                           |                           |                           |                           |                        |                        |                        |                        |  |  |  |  |  |  |  |  |  |  |  |  |  |  |  |  |  |  |  |  |  |  |  |  |  |  |  |  |
|                              |                              |                              |                              |                              |                              |  |  |                           |                           |                           |                           |                           |                           |                           |                           |                            |                            |                            |                            |                            |                            |                           |                           |                              |                              |                              |                              |                               |                               |                               |                               |                               |                               |                           |                           |                            |                            |                            |                            |                            |                            |                           |                           |                            |                            |                            |                            |                            |                            |                           |                           |                           |                           |                        |                        |                        |                        |  |  |  |  |  |  |  |  |  |  |  |  |  |  |  |  |  |  |  |  |  |  |  |  |  |  |  |  |
|                              |                              |                              |                              |                              |                              |  |  |                           |                           |                           |                           |                           |                           |                           |                           |                            |                            |                            |                            |                            |                            |                           |                           |                              |                              |                              |                              |                               |                               |                               |                               |                               |                               |                           |                           |                            |                            |                            |                            |                            |                            |                           |                           |                            |                            |                            |                            |                            |                            |                           |                           |                           |                           |                        |                        |                        |                        |  |  |  |  |  |  |  |  |  |  |  |  |  |  |  |  |  |  |  |  |  |  |  |  |  |  |  |  |
|                              |                              |                              |                              |                              |                              |  |  |                           |                           |                           |                           |                           |                           |                           |                           |                            |                            |                            |                            |                            |                            |                           |                           |                              |                              |                              |                              |                               |                               |                               |                               |                               |                               |                           |                           |                            |                            |                            |                            |                            |                            |                           |                           |                            |                            |                            |                            |                            |                            |                           |                           |                           |                           |                        |                        |                        |                        |  |  |  |  |  |  |  |  |  |  |  |  |  |  |  |  |  |  |  |  |  |  |  |  |  |  |  |  |
| Petőfi István (1825–1880)    | Petőfi István (1825–1880)    | Petőfi István (1825–1880)    | Petőfi István (1825–1880)    | Petőfi István (1825–1880)    | Petőfi István (1825–1880)    |  |  | Petőfi Sándor (1823–1849) | Petőfi Sándor (1823–1849) | Petőfi Sándor (1823–1849) | Petőfi Sándor (1823–1849) | Petőfi Sándor (1823–1849) | Petőfi Sándor (1823–1849) |                           |                           | Szendrey Júlia (1828–1868) | Szendrey Júlia (1828–1868) | Szendrey Júlia (1828–1868) | Szendrey Júlia (1828–1868) | Szendrey Júlia (1828–1868) | Szendrey Júlia (1828–1868) |                           |                           | id. Horvát Árpád (1820–1894) | id. Horvát Árpád (1820–1894) | id. Horvát Árpád (1820–1894) | id. Horvát Árpád (1820–1894) | id. Horvát Árpád (1820–1894)  | id. Horvát Árpád (1820–1894)  |                               |                               | Szendrey Gyula (?–1850)       | Szendrey Gyula (?–1850)       | Szendrey Gyula (?–1850)   | Szendrey Gyula (?–1850)   | Szendrey Gyula (?–1850)    | Szendrey Gyula (?–1850)    |                            |                            |                            |                            |                           |                           | Szendrey Mária (1838–1866) | Szendrey Mária (1838–1866) | Szendrey Mária (1838–1866) | Szendrey Mária (1838–1866) | Szendrey Mária (1838–1866) | Szendrey Mária (1838–1866) |                           |                           | Gyulai Pál (1826–1909)    | Gyulai Pál (1826–1909)    | Gyulai Pál (1826–1909) | Gyulai Pál (1826–1909) | Gyulai Pál (1826–1909) | Gyulai Pál (1826–1909) |  |  |  |  |  |  |  |  |  |  |  |  |  |  |  |  |  |  |  |  |  |  |  |  |  |  |  |  |
| Petőfi István (1825–1880)    | Petőfi István (1825–1880)    | Petőfi István (1825–1880)    | Petőfi István (1825–1880)    | Petőfi István (1825–1880)    | Petőfi István (1825–1880)    |  |  | Petőfi Sándor (1823–1849) | Petőfi Sándor (1823–1849) | Petőfi Sándor (1823–1849) | Petőfi Sándor (1823–1849) | Petőfi Sándor (1823–1849) | Petőfi Sándor (1823–1849) |                           |                           | Szendrey Júlia (1828–1868) | Szendrey Júlia (1828–1868) | Szendrey Júlia (1828–1868) | Szendrey Júlia (1828–1868) | Szendrey Júlia (1828–1868) | Szendrey Júlia (1828–1868) |                           |                           | id. Horvát Árpád (1820–1894) | id. Horvát Árpád (1820–1894) | id. Horvát Árpád (1820–1894) | id. Horvát Árpád (1820–1894) | id. Horvát Árpád (1820–1894)  | id. Horvát Árpád (1820–1894)  |                               |                               | Szendrey Gyula (?–1850)       | Szendrey Gyula (?–1850)       | Szendrey Gyula (?–1850)   | Szendrey Gyula (?–1850)   | Szendrey Gyula (?–1850)    | Szendrey Gyula (?–1850)    |                            |                            |                            |                            |                           |                           | Szendrey Mária (1838–1866) | Szendrey Mária (1838–1866) | Szendrey Mária (1838–1866) | Szendrey Mária (1838–1866) | Szendrey Mária (1838–1866) | Szendrey Mária (1838–1866) |                           |                           | Gyulai Pál (1826–1909)    | Gyulai Pál (1826–1909)    | Gyulai Pál (1826–1909) | Gyulai Pál (1826–1909) | Gyulai Pál (1826–1909) | Gyulai Pál (1826–1909) |  |  |  |  |  |  |  |  |  |  |  |  |  |  |  |  |  |  |  |  |  |  |  |  |  |  |  |  |
|                              |                              |                              |                              |                              |                              |  |  |                           |                           |                           |                           |                           |                           |                           |                           |                            |                            |                            |                            |                            |                            |                           |                           |                              |                              |                              |                              |                               |                               |                               |                               |                               |                               |                           |                           |                            |                            |                            |                            |                            |                            |                           |                           |                            |                            |                            |                            |                            |                            |                           |                           |                           |                           |                        |                        |                        |                        |  |  |  |  |  |  |  |  |  |  |  |  |  |  |  |  |  |  |  |  |  |  |  |  |  |  |  |  |
|                              |                              |                              |                              |                              |                              |  |  |                           |                           |                           |                           |                           |                           |                           |                           |                            |                            |                            |                            |                            |                            |                           |                           |                              |                              |                              |                              |                               |                               |                               |                               |                               |                               |                           |                           |                            |                            |                            |                            |                            |                            |                           |                           |                            |                            |                            |                            |                            |                            |                           |                           |                           |                           |                        |                        |                        |                        |  |  |  |  |  |  |  |  |  |  |  |  |  |  |  |  |  |  |  |  |  |  |  |  |  |  |  |  |
|                              |                              |                              |                              |                              |                              |  |  |                           |                           |                           |                           | Petőfi Zoltán (1848–1870) | Petőfi Zoltán (1848–1870) | Petőfi Zoltán (1848–1870) | Petőfi Zoltán (1848–1870) | Petőfi Zoltán (1848–1870)  | Petőfi Zoltán (1848–1870)  |                            |                            | Horvát Attila (1851–1873)  | Horvát Attila (1851–1873)  | Horvát Attila (1851–1873) | Horvát Attila (1851–1873) | Horvát Attila (1851–1873)    | Horvát Attila (1851–1873)    |                              |                              | ifj. Horvát Árpád (1855–1887) | ifj. Horvát Árpád (1855–1887) | ifj. Horvát Árpád (1855–1887) | ifj. Horvát Árpád (1855–1887) | ifj. Horvát Árpád (1855–1887) | ifj. Horvát Árpád (1855–1887) |                           |                           | Horvát Viola (1857)        | Horvát Viola (1857)        | Horvát Viola (1857)        | Horvát Viola (1857)        | Horvát Viola (1857)        | Horvát Viola (1857)        |                           |                           | Horvát Ilona (1859–1945)   | Horvát Ilona (1859–1945)   | Horvát Ilona (1859–1945)   | Horvát Ilona (1859–1945)   | Horvát Ilona (1859–1945)   | Horvát Ilona (1859–1945)   |                           |                           |                           |                           |                        |                        |                        |                        |  |  |  |  |  |  |  |  |  |  |  |  |  |  |  |  |  |  |  |  |  |  |  |  |  |  |  |  |
|                              |                              |                              |                              |                              |                              |  |  |                           |                           |                           |                           | Petőfi Zoltán (1848–1870) | Petőfi Zoltán (1848–1870) | Petőfi Zoltán (1848–1870) | Petőfi Zoltán (1848–1870) | Petőfi Zoltán (1848–1870)  | Petőfi Zoltán (1848–1870)  |                            |                            | Horvát Attila (1851–1873)  | Horvát Attila (1851–1873)  | Horvát Attila (1851–1873) | Horvát Attila (1851–1873) | Horvát Attila (1851–1873)    | Horvát Attila (1851–1873)    |                              |                              | ifj. Horvát Árpád (1855–1887) | ifj. Horvát Árpád (1855–1887) | ifj. Horvát Árpád (1855–1887) | ifj. Horvát Árpád (1855–1887) | ifj. Horvát Árpád (1855–1887) | ifj. Horvát Árpád (1855–1887) |                           |                           | Horvát Viola (1857)        | Horvát Viola (1857)        | Horvát Viola (1857)        | Horvát Viola (1857)        | Horvát Viola (1857)        | Horvát Viola (1857)        |                           |                           | Horvát Ilona (1859–1945)   | Horvát Ilona (1859–1945)   | Horvát Ilona (1859–1945)   | Horvát Ilona (1859–1945)   | Horvát Ilona (1859–1945)   | Horvát Ilona (1859–1945)   |                           |                           |                           |                           |                        |                        |                        |                        |  |  |  |  |  |  |  |  |  |  |  |  |  |  |  |  |  |  |  |  |  |  |  |  |  |  |  |  |
|                              |                              |                              |                              |                              |                              |  |  |                           |                           |                           |                           |                           |                           |                           |                           |                            |                            |                            |                            |                            |                            |                           |                           |                              |                              |                              |                              |                               |                               |                               |                               |                               |                               |                           |                           |                            |                            |                            |                            |                            |                            |                           |                           |                            |                            |                            |                            |                            |                            |                           |                           |                           |                           |                        |                        |                        |                        |  |  |  |  |  |  |  |  |  |  |  |  |  |  |  |  |  |  |  |  |  |  |  |  |  |  |  |  |
|                              |                              |                              |                              |                              |                              |  |  |                           |                           |                           |                           |                           |                           |                           |                           |                            |                            |                            |                            |                            |                            |                           |                           |                              |                              |                              |                              |                               |                               |                               |                               | Gyulai Aranka (1859–1915)     | Gyulai Aranka (1859–1915)     | Gyulai Aranka (1859–1915) | Gyulai Aranka (1859–1915) | Gyulai Aranka (1859–1915)  | Gyulai Aranka (1859–1915)  |                            |                            | Gyulai Kálmán (1861–1897)  | Gyulai Kálmán (1861–1897)  | Gyulai Kálmán (1861–1897) | Gyulai Kálmán (1861–1897) | Gyulai Kálmán (1861–1897)  | Gyulai Kálmán (1861–1897)  |                            |                            | Gyulai Margit (1862–1885)  | Gyulai Margit (1862–1885)  | Gyulai Margit (1862–1885) | Gyulai Margit (1862–1885) | Gyulai Margit (1862–1885) | Gyulai Margit (1862–1885) |                        |                        |                        |                        |  |  |  |  |  |  |  |  |  |  |  |  |  |  |  |  |  |  |  |  |  |  |  |  |  |  |  |  |

## További irodalom
- https://epa.oszk.hu/00400/00414/00073/pdf/EPA00414_korall_2020_82_102-125.pdf
- https://www.nevpont.hu/tanulmany/a-szendrey-nemzetseg-ca075
- https://adt.arcanum.com/hu/view/UjIdok_1895_2/?query=%22Szendrey+Ign%C3%A1c%22&pg=176&layout=s
- https://adt.arcanum.com/hu/view/BudapestiHirlap_1895_09/?query=%22Szendrey+Ign%C3%A1c%22&pg=449&layout=s